# Montjoire
Montjoire – miejscowość i gmina we Francji, w regionie Oksytania, w departamencie Górna Garonna.
Według danych na rok 1990 gminę zamieszkiwało 918 osób, a gęstość zaludnienia wynosiła 45 osób/km² (wśród 3020 gmin regionu Midi-Pireneje Montjoire plasuje się na 363. miejscu pod względem liczby ludności, natomiast pod względem powierzchni na miejscu 545.).